# Constantin Vanotti
Constantin Vanotti (* 1793; † 1879) war ein deutscher Kaufmann italienischer Abstammung in Überlingen am Bodensee. Er war der Pfleger des Spitalfonds und Oberzunftmeister der Überlinger Rebleute.
Sein Großvater, Anton (Bernardo Antonio) Vanotti (1701–1775), und seine Großonkel, Josef (Giuseppi) Vanotti (1704–1765) und Blasius (Biaggio) Joachim Vanotti (1711–1794), die aus Musso am Comer See stammten, kamen 1730 nach Überlingen, um eine Handelskompagnie zu übernehmen. Im September 1731 wurden Anton und Josef vom Stadtrat „zu Bürgern an- und aufgenommen.“
Zu seinen Ehren heißt die kaufmännische Berufsschule in Überlingen Constantin-Vanotti-Schule, auch eine Straße in Überlingen, die Konstantin-Vanotti-Straße, ist nach ihm benannt. Das sogenannte „Vanottihaus“ in der heutigen Christophstraße hatte mit der „Handelschaft“ der Vanotti-Familie nichts zu tun; es wurde erst 1840 von Constantin Vanotti gekauft.